# Necrosi fibrinoide

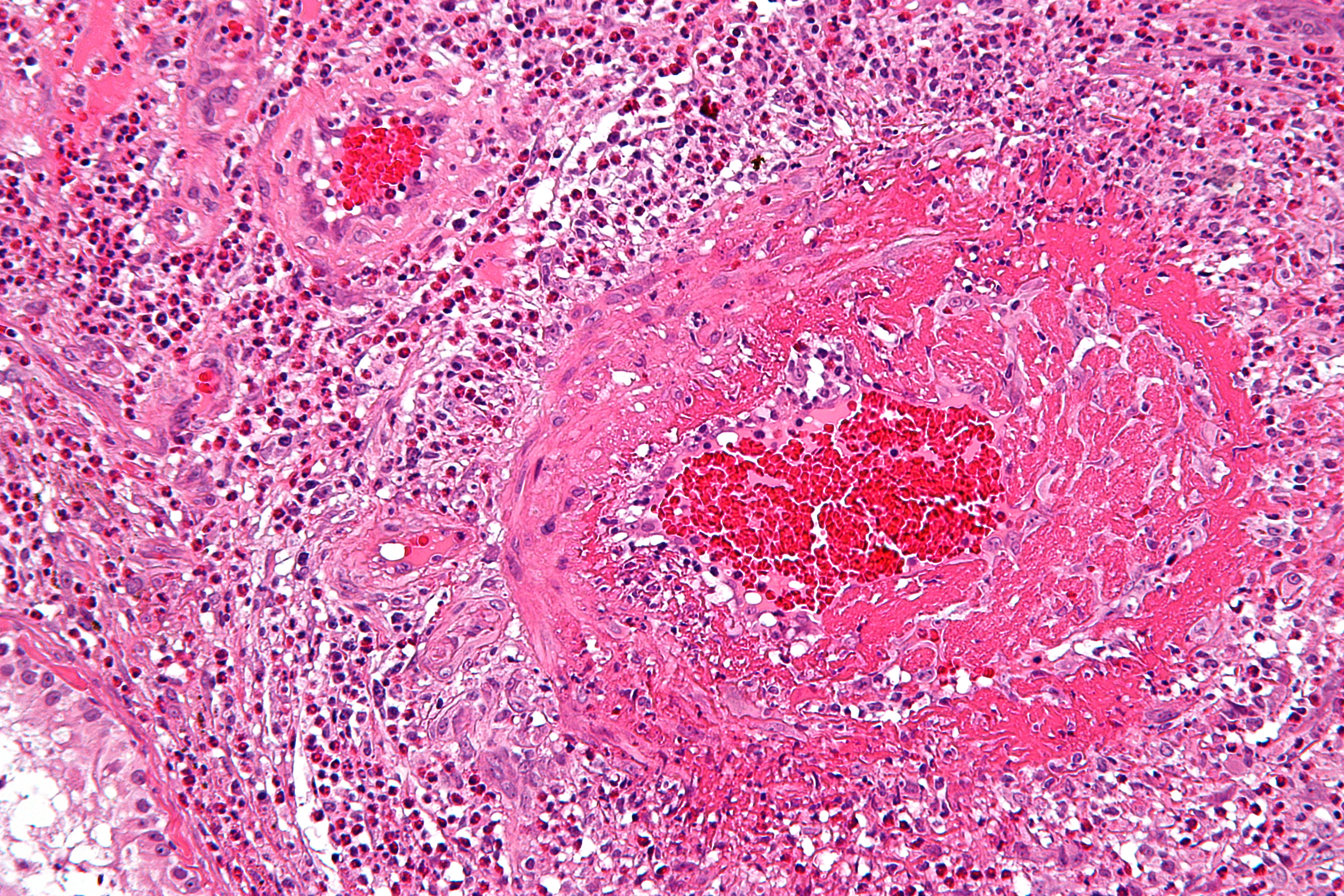
Esempio di necrosi fibrinoide (il grosso vaso sanguigno a destra nell'immagine nel caso di vasculite da sindrome di Churg-Strauss). Colorazione con ematossilina eosina.

La necrosi fibrinoide, o fibrinoidosi, è un'alterazione regressiva dei tessuti connettivali propriamente detti e dei vasi sanguigni che si manifesta con la comparsa, nella sostanza fondamentale, di materiale acidofilo o leggermente basofilo di aspetto omogeneo o fibrillare.

## Caratteristiche
Il materiale fibrinoide è costituito da gammaglobuline e sostanze proteiche di origine nucleare, da fibrinogeno e complemento. Secondo alcuni autori si tratterebbe di depositi di immunocomplessi con fibrinogeno.
Compare sempre associato ad una necrosi delle strutture in cui si localizza, tipicamente le strutture connettivali degli organi o le pareti delle piccole arterie. Ha origine infiltrativa, e pertanto le alterazioni regressive tissutali sono da considerarsi fenomeni d'accompagnamento.

## Ipotesi di patogenesi
- infiltrazione di materiale proteico di derivazione plasmatica
- deposito di immunocomplessi
- genesi autoctona, intraconnettivale
- alterazioni del tessuto connettivo e infiltrazioni di proteine plasmatiche

## Malattie
- Reazioni di ipersensibilità
- Malattie da immunocomplessi (Lupus eritematoso sistemico[3][4][5], porpora di Schönlein-Henoch[6])
- Fenomeno di Sanarelli-Shwartzman
- Ipertensione maligna[7][8]
- Malattie virali